# Monteverdi Tiara
La Monteverdi Tiara è un'autovettura prodotta dalla casa automobilistica svizzera Automobile Monteverdi dal 1982 al 1983.

## Descrizione
Presentata al salone di Ginevra nella primavera del 1982, la Tiara è una berlina di lusso prodotta dalla Monteverdi (casa automobilistica svizzera) e basata sulla Mercedes-Benz Classe S W126, con le modifiche principali che hanno interessato la parte anteriore e posteriore, che per l'occasione sono state ridisegnate. Nell'arco della sua carriera, solo 3 esemplari sono stati costruiti della Tiara.
La base tecnica della Tiara era la versione a passo lungo della W126. La Monteverdi ha mantenuto dalla Mercedes l'intero gruppo cambio-trasmissione, così come gli interni, comprese le portiere e i vetri. Le modifiche esterne si sono limitate a un rimodellamento e riprogettazione della parte anteriore e posteriore e dei paraurti.